# Liste der Biografien/Helt
Liste der Biografien |
Portal Biografien |
Personensuche
# |
A |
B |
C |
D |
E |
F |
G |
H |
I |
J |
K |
L |
M |
N |
O |
P |
Q |
R |
S |
T |
U |
V |
W |
X |
Y |
Z |
?
 
Ha |
Hd |
He |
Hi |
Hj |
Hk |
Hl |
Hm |
Hn |
Ho |
Hr |
Hs |
Ht |
Hu |
Hv |
Hw |
Hy
 
Hea |
Heb |
Hec |
Hed |
Hee |
Hef |
Heg |
Heh |
Hei |
Hej |
Hek |
Hel |
Hem |
Hen |
Heo |
Hep |
Heq |
Her |
Hes |
Het |
Heu |
Hev |
Hew |
Hex |
Hey |
Hez
 
Hela |
Helb |
Helc |
Held |
Hele |
Helf |
Helg |
Heli |
Helj |
Helk |
Hell |
Helm |
Heln |
Helo |
Help |
Helr |
Hels |
Helt |
Helu |
Helv |
Helw |
Hely |
Helz
Die Liste der Biografien führt alle Personen auf, die in der deutschsprachigen Wikipedia einen Artikel haben. Dieses ist eine Teilliste mit 23 Einträgen von Personen, deren Namen mit den Buchstaben „Helt“ beginnt.

## Helt
- Helt, Georg († 1545), deutscher Humanist, Universalgelehrter
- Helt, Konrad († 1548), deutscher Augustiner-Eremit und Martin Luthers Vorgesetzter während seiner Wittenberger Klosterjahre

### Helta
- Heltai, Jenő (1871–1957), ungarischer Dichter, Schriftsteller und Journalist
- Heltau, Michael (* 1933), deutscher Schauspieler und ChansonnierMichael Heltau (* 1933)

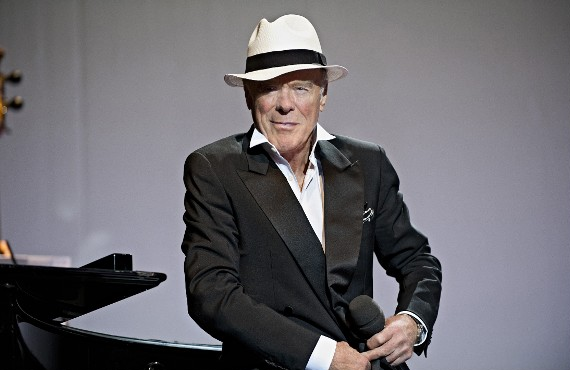
Michael Heltau (* 1933)

### Helte
- Helten, Elmar (* 1939), deutscher Wirtschaftswissenschaftler
- Helten, Inge (* 1950), deutsche Leichtathletin
- Helten, Leonhard (* 1958), deutscher Kunsthistoriker
- Helten, Theodor (1897–1942), deutscher Geistlicher und NS-Opfer
- Helten, Wilhelm (1900–1987), deutscher SS-Mann
- Helten, Wilhelm Moritz (1862–1932), deutscher Eisenbahn-Ingenieur
- Helterhoff, Linda (* 1992), deutsche Volleyballspielerin

### Helth
- Helth, Caspar († 1574), evangelischer Theologe, Schriftsteller, Verleger und Reformator

### Heltm
- Heltmann, Pit (* 1958), deutscher Diplomat

### Heltn
- Heltne Nilsen, Sivert (* 1991), norwegischer Fußballspieler
- Heltne, Anca (* 1978), rumänische Leichtathletin

### Helto
- Helton (* 1978), brasilianischer Fußballtorhüter
- Helton, Jonathan, US-amerikanischer Saxophonist und Musikpädagoge
- Helton, Mike (* 1953), US-amerikanischer Motorsportfunktionär
- Helton, Percy (1894–1971), US-amerikanischer Schauspieler

### Helts
- Heltschl, Norbert (1919–2017), österreichischer Architekt

### Heltz
- Heltzel, Rudolf (1907–2005), deutscher Maler und Bildhauer
- Heltzer, Harry (1911–2005), US-amerikanischer Manager und CEO
- Heltzig, Frank (1939–2023), deutscher Physiker und Politiker (SPD), MdV, MdB